# Пале боец
„Пале боец“ (на английски: T.U.F.F. Puppy) е американски анимационен сериал, създаден от Буч Хартман за Nickelodeon. Премиерата на сериала е излъчена на 2 октомври 2010 г. и свършва на 4 април 2015 г. след три сезона. „Пале боец“ е един от трите анимационни сериали, създадени от Хартман за Nickelodeon след „Кръстници-вълшебници“ и „Дани Фантома“.
Първите два сезона се състои във всеки 26 епизода, и третият сезон се състои от 8 епизода в общо 60 епизода.

## В България
В България сериалът е излъчен за първи път по Super7, преведен като „Супер куче“, а през 2013 г. се излъчват повторения и по локалната версия на Nickelodeon.

### Дублажи

#### Войсоувър дублаж
| Озвучаващи артисти  | Елена Бойчева Вилма Карталска Явор Караиванов Радослав Рачев Петър Бонев Цанко Тасев |
| Преводач            | Захари Генчев                                                                        |
| Тонрежисьор         | Елена Трайкова                                                                       |
| Режисьор на дублажа | Анелия Шишкова                                                                       |

### Нахсинхронен дублаж
| Роля                     | Изпълнител                     |
| ------------------------ | ------------------------------ |
| Кити                     | Златина Тасева                 |
| Дъдли                    | Иван Петков                    |
| Кезуик                   | Живко Джуранов Ненчо Балабанов |
| Шефа                     | Петър Калчев                   |
| Снаптрап (Мастит Бандит) | Петър Бонев                    |
| Лари                     | Ненчо Балабанов                |
| Мозък                    | Ненчо Балабанов                |
| Вонг                     | Ненчо Балабанов                |
| Говорител                | Ненчо Балабанов                |
| Сурикат                  | Ненчо Балабанов                |
| Оли                      | Камен Асенов                   |
| Джуд Клоу                | Камен Асенов                   |
| Били                     | Камен Асенов                   |
| Поп                      | Камен Асенов                   |
| Пег (майката на Дъдли)   | Живка Донева                   |
| Аида                     | Живка Донева                   |
| Баба Костенурка          | Живка Донева                   |
| Баба Мецгер              | Живка Донева                   |
| Беки                     | Живка Донева                   |
| Брояща Пума              | Живка Донева                   |
| Г-жа Гризли              | Живка Донева                   |
| Компютърен глас          | Живка Донева                   |
| Кралица                  | Живка Донева                   |
| Шармейн                  | Живка Донева                   |
| Зипи                     | Николина Петрова               |
| Майкъл Крейн             | Стефан Младенов                |
| Морска краставица        | Стефан Младенов                |
| Пазача Боб               | Стефан Младенов                |
| Боб Лаец                 | Николай Върбанов               |
| Вонещица                 | Николай Върбанов               |
| Глас                     | Николай Върбанов               |
| Жираф                    | Николай Върбанов               |
| Клъвниме                 | Николай Върбанов               |
| Охапиме                  | Николай Върбанов               |
| президент                | Николай Върбанов               |
| Говорител                | Марио Балтаджиев               |
| Дерек                    | Марио Балтаджиев               |
| Доставчик                | Марио Балтаджиев               |
| Кваки                    | Марио Балтаджиев               |
| Носорург                 | Марио Балтаджиев               |
| Пожарникар               | Марио Балтаджиев               |
| Престо                   | Марио Балтаджиев               |
| Служител                 | Марио Балтаджиев               |
| Удчък Норис              | Марио Балтаджиев               |
| Волф Спицер              | Димитър Димитров               |
| Хамелеона                | Димитър Димитров               |
| Щедрия Лос               | Димитър Димитров               |
| Военен                   | Благовест Димитров             |
| Мъж                      | Благовест Димитров             |
| Продавач                 | Благовест Димитров             |
| Радио водещ              | Благовест Димитров             |
| Управител                | Благовест Димитров             |
| Други гласове            | Елена Бойчева                  |

| Обработка           | студио „Про Филмс“                 |
| ------------------- | ---------------------------------- |
| Преводачи           | Виолета Топалова Галина Стаменкова |
| Режисьор на дублажа | Ненчо Балабанов                    |